# Unicol
Unicol - União das Cooperativas de Lacticínios Terceirense, U.C.R.L, fundada em 1946, pertence a cerca de 900 associados (os produtores de leite das ilhas Terceira e Graciosa) e é, actualmente, o maior grupo económico da ilha Terceira e um dos maiores grupos açorianos, sendo mesmo a maior cooperativa agrícola dos Açores e a quinta maior do país.
Em 2006, a empresa estava colocada na posição nº 364 das 1000 maiores empresas de Portugal.
A empresa recebeu a Medalha de Mérito Industrial e Comercial, em dezembro de 2008, atribuida pela Câmara Municipal de Angra do Heroísmo.